# Dinorah Varsi

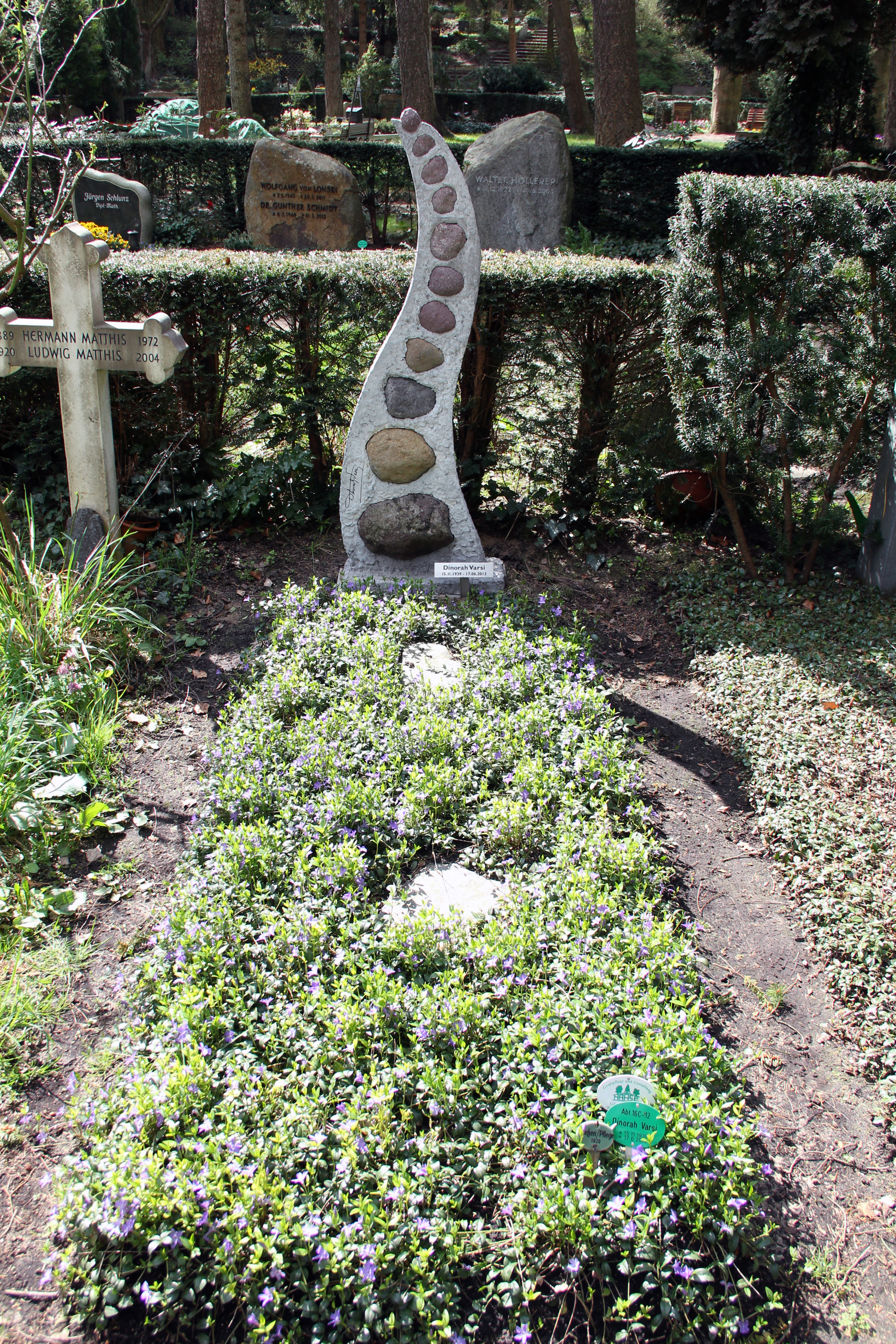
Sepultura de Dinorah Varsi en el cementerio Heerstrasse de Berlín, Alemania.

Dinorah Varsi (Montevideo, 15 de noviembre de 1939 - Berlín, 17 de junio de 2013) fue una pianista uruguaya de música clásica, considerada una de las mejores intérpretes de Chopin a nivel mundial.

## Biografía
Inició sus estudios de piano con Sarah Bourdillon en la Escuela Normal de Música de Montevideo. A los cuatro años de edad realizó sus primeras exhibiciones públicas como niña prodigio y a los ocho debutó como solista con orquesta en Brasil y en Uruguay.
En 1949 interpretó el concierto en Fa menor de Bach, con la Orquesta Sinfónica del Sodre (Ossodre) dirigida por Vicente Ascone. El 25 de junio de 1955 en el desaparecido Estudio Auditorio del SODRE, también con la Ossodre y bajo la dirección de Víctor Tevah Tellias, interpretó el Concierto N.º 2 en Do menor para piano y orquesta de Rachmaninoff. El éxito de este concierto fue decisivo para el futuro de su carrera. En 1959, fue premiada en el Concurso Internacional «George Lalewicz» de Buenos Aires.
Otras presentaciones junto a la Ossodre incluyen el concierto n.º 4 de Beethoven (1960, dirigida por Enrique Jordá), el concierto n.º 1 de Chopin (1981, dirigida por Yoichiro Omachui), El Emperador de Beethoven (1989, dirigida por David Sthal), además de recitales para el Sodre, Juventudes Musicales y para el Centro Cultural de Música.
El director austriaco Erich Kleiber, a su paso por la Ossodre en los años 1940, fue uno de los primeros en reconocer su talento. Continuó su formación en Estados Unidos bajo la tutela del pianista húngaro Géza Anda, a quien consideró su maestro más influyente. En 1961 fue solista con la Orquesta Sinfónica de Dallas dirigida por Paul Kletzki, en un concierto elogiado por la crítica estadounidense.
Se trasladó a París donde se perfeccionó y comenzó a participar en los más importantes concursos internacionales. Ganó el Concurso Internacional «María Canals» (Barcelona, 1962) y el Concurso Internacional de Piano «Clara Haskil» (Lucerna, Suiza, 1967).
Realizó presentaciones en Berlín, Ludwigsburg, Praga, Salzburgo y Zúrich. Fue solista con la Filarmónica de Berlín, la Orquesta Real del Concertgebouw de Ámsterdam, la Filarmónica de Londres, la Filarmónica de Múnich y la Filarmónica de Róterdam. Fue dirigida por Bernard Haitink, Giuseppe Sinopoli, Semyon Bychkov, Charles Dutoit, Rudolf Kempe, Witold Rowicki y Lamberto Gardelli, entre otros.
Durante su carrera se retiró de la escena pública varias veces y de forma voluntaria. Consideraba estos alejamientos, a los que llamaba tiempos muertos, como períodos necesarios para la reflexión y su maduración como artista.
Su primer retiro voluntario fue a mediados de los años 1970. Al regresar a la actividad realizó presentaciones en Berlín, Múnich y Praga, en el Festival de música de Schleswig-Holstein, el Festival de Echternach, el Festival de Piano del Ruhr, entre otros, además de giras con las principales orquestas y directores del mundo.
Grabó interpretaciones de sus versiones de Beethoven, Brahms, Chopin, Debussy, Franck, Rachmaninoff, Schumann, Galina Ustvólskaya, etc. En particular se destacan sus dos grabaciones para el sello Philips, con interpretaciones de Chopin.
Entre 1990 y 1996 fue docente del Conservatorio Superior de Música de Karlsruhe (Hochschule für Musik Karlsruhe), en Karlsruhe, Alemania. Varios de sus exalumnos contribuyen a la edición completa de sus grabaciones, bajo el título de Dinorah Varsi Legacy.